# Тринити Колидж (Оксфорд)
Тринити Колидж (пълно име: Колеж на Светата Единосъщна Троица в Оксфордския университет, част от фондация Сър Томас Поуп) е колеж в Оксфордския университет, Англия.
Колежът е основан през 1555 г. от сър Томас Поуп на земята, на която преди това се е намирал Дърам Колидж, дом за бенедиктинските монаси от Дърамската катедрала.
Въпреки че колежът е сравнително голям, броят на обучаващите се в него е малък – около 400 души. През юли 2012 година колежът получава дарение от 79,5 млн. паунда. Тринити Колидж е завършен от трима министър-председатели на Обединеното кралство, което го поставя на второ място по брой възпитаници, които са били начело на държавата.

## История

### Дърам Колидж
На земята, на която се намира Тринити Колидж, първоначално се е помещавал Дърам Колидж, построен за бенедиктинските монаси от Дърамската катедрала. Колежът е основан след като земята е била закупена през 1291 година, въпреки че самите монаси са били изпратени в Оксфорд няколко години по-рано. Само една от главните сгради на Дърам Колидж е успяла да оцелее до днешни дни. В нея се съдържа старата библиотека, датираща от 1421 г. Земята бива върната на короната през март 1545 година и прехвърлена на частни собственици през 1553 г. След това, на 20 февруари 1555, тя става собственост на държавния служител Томас Поуп. 16 дни по-късно той основава на тази земя Тринити Колидж.

### Тринити Колидж
Тринити Колидж е основан през 1555 г. от сър Томас Поуп на земя, закупена след унищожаването на Дърам Колидж по времето на протестантските реформи. Поуп е католик без останали живи наследници и затова се надявал, че основавайки колеж, ще бъде запомнен чрез молитвите на учениците. По тази причина построява в рамките на колежа параклис с олтар.